# Cleveland Marriott Downtown at Key Center
Le Cleveland Marriott Downtown at Key Center  est un gratte-ciel de 103 mètres de hauteur  construit à Cleveland dans l'Ohio aux États-Unis de 1988 à 1991. 
Il abrite un hôtel de la chaine Marriott, de 415 chambres sur 28 étages.
Les architectes sont Cesar Pelli & Associates Architects et l'agence Glover Smith Bode
L'immeuble a coûté 80 millions de $.
Il fait partie du Key Center qui comprend le plus haut gratte-ciel de la ville, la Key Tower, également conçue par Cesar Pelli et qui ressemble au Cleveland Marriott Downtown at Key Center